# Prêmio Deutsch-Archdeacon
O Prêmio Deutsch-Archdeacon foi um prêmio de aviação no valor de 50 mil francos (10 mil dólares) criado em outubro de 1904 na França, patrocinado conjuntamente por Henri Deutsch de la Meurthe e Ernest Archdeacon, e destinado ao primeiro aviador que fizesse um vôo circular de 1 quilômetro num veículo tripulado mais pesado que o ar. O prêmio foi ganho em 13 de janeiro de 1908 por Henry Farman.
Os regulamentos eram:
“Artigo 1. Serão admitidos ao concurso todos os aparelhos tripulados de todos os sistemas e de todas as dimensões, com as únicas condições de não fazerem jamais recurso, para a sustentação, de qualquer gás mais leve que o ar, nem de ter qualquer comunicação material com o solo durante o percurso. Artigo 2. As inscrições preliminares dos concorrentes são obrigatórias. Artigo 3. Todo o experimentador que desejar concorrer deverá, ao se inscrever, depositar 50 francos por dia de teste, qualquer que seja, e de resto, o número destes ensaios durante este dia (nenhuma inscrição será válida sem essa condição). Que o concorrente se apresente ou não, esta soma será sempre passada ao Aeroclube. Artigo 4. Esta inscrição e este pagamento deverão ser feitos em tempo útil para que os juízes, nomeados pelo Aeroclube, possam ser avisados no mais tardar na noite da véspera. Este prazo poderá ser dilatado se o campo de experiências for muito afastado de Paris. Artigo 5. As provas só serão válidas entre o erguer o e pôr do sol. Artigo 6. Os juízes não se deslocarão para controlar uma prova à qual o experimentador, ao se inscrever, justifique por documentos e testemunhas que já a fez, sem acidentes, privadamente. Sobre este ponto, a decisão da comissão será irrecorrível. Artigo 7. Um único experimentador será admitido para concorrer no mesmo dia. Se houver vários pedidos para o mesmo dia, o segundo tomará lugar depois do primeiro, e assim por diante. Artigo 8. A fim de colocar tanto quanto possível a comissão ao abrigo de toda reclamação quanto ao local escolhido para a prova, o concorrente deverá indicar ele mesmo este lugar para o ponto de partida e de chegada bem como aquele de viragem. O espaço entre esses dois pontos não poderá ser menor de 500 metros. Artigo 9. O lugar escolhido deverá estar situado num raio de 40 quilômetros em torno de Paris. Se não, o concorrente deverá tomar ao seu encargo as despesas de deslocamento da comissão. As provas deverão, em todo o caso, ter lugar na França. Artigo 10. O vôo não poderá ter lugar senão na presença da comissão delegada pelo Aeroclube. Os juízes constatarão a partida no momento em que o aparelho tiver perdido contato com o solo, atrás, bem entendido, do ponto indicado, a 500 metros da saída. Enfim, para a constatação da chegada, o experimentador, se não puder voltar à terra no mesmo lugar da saída, lançará ao passar um objeto qualquer que deverá cair num círculo de 25 metros de raio em torno deste ponto. Os juízes irão igualmente constatar que a sua passagem teve lugar num nível ao menos igual àquele do ponto de partida. Artigo 11. A Comissão do Aeroclube poderá emitir seu parecer relativamente às medidas que ela julgar necessárias tomar para evitar acidentes, mas que fique bem entendido que em nenhum caso, nem o Aeroclube nem os juízes serão responsabilizados pelos acidentes ou pelos estragos sejam aos experimentadores, sejam aos seus aparelhos. Artigo 12. Não se poderá mais concorrer para este prêmio passados cinco anos a datar de 1º de outubro de 1904.”